# Tebunginako Village
Tebunginako Village är en ort i Kiribati.   Den ligger i örådet Abaiang och ögruppen Gilbertöarna, i den norra delen av landet, 70 km norr om huvudstaden Tarawa. Tebunginako Village ligger 11 meter över havet och antalet invånare är 358.
Terrängen runt Tebunginako Village är mycket platt.  Närmaste större samhälle är Tuarabu Village, 16,7 km sydost om Tebunginako Village. 